# Église Saint-Martin de Bonnetan
Pour les articles homonymes, voir Église Saint-Martin.
L'église Saint-Martin est une église catholique  située dans la commune de Bonnetan, dans le département de la Gironde, en France. Elle est inscrite à l'Inventaire général du patrimoine culturel.

## Localisation
L'église se trouve dans le bourg de Bonnetan.

## Historique
Le vocable de l'église Saint-Martin pourrait indiquer qu'elle a été fondée au VIe ou au VIIe siècle, au moment de l'évangélisation de la région et de la grande popularité de ce saint.
Cette petite église d'architecture romane date probablement du XIIe siècle. Ses voûtes s'étant effondrées, elle est remaniée à partir de 1664. Elle bénéficie en 1890 d'une large restauration, avec ajout d'une sacristie, d'un porche, d'une fausse voûte et d'une tribune.
Elle est de plan allongé, composée d'une nef de deux travées terminée par un chevet plat. Le clocher arcade a été transformé en tour carrée par l'adjonction de trois côtés. Six modillons romans figurent dans la première travée. Un porche en forme de couloir sert de péristyle à l'église. L'auvent de façade a été construit en 1852.
Comme recouvrement, on a une fausse voûte en berceau et une fausse voûte en anse de panier. Présence d'un escalier intérieur en vis.
Le gros-œuvre est en pierre, pierre de taille, moellon, avec un enduit partiel. La couverture est un toit à longs pans avec une croupe et un toit en pavillon. Le matériau en est de tuile creuse. Les murs intérieurs et les chapiteaux ont un ornement végétal, un feuillage sculpté.
L'édifice conserve une chaire en noyer provenant du couvent de la Merci de Bordeaux (les mercédaires étaient des religieux qui rachetaient des chrétiens faits prisonniers par les Maures ou alors qui s'engageaient à leur place et devenaient esclaves). De style fin Louis XIV, cette chaire octogonale présente cinq côtés sur un cul-de-four décoré de larges feuilles. Entre ce dernier et le corps de la chaire s'étend un tore en olivier. Trois tableaux encadrés de moulure décorent la rampe. Sur chaque pan de la chaire figurent quatre sujets religieux dont la composition tourmentée rappelle l'école de Le Sueur.

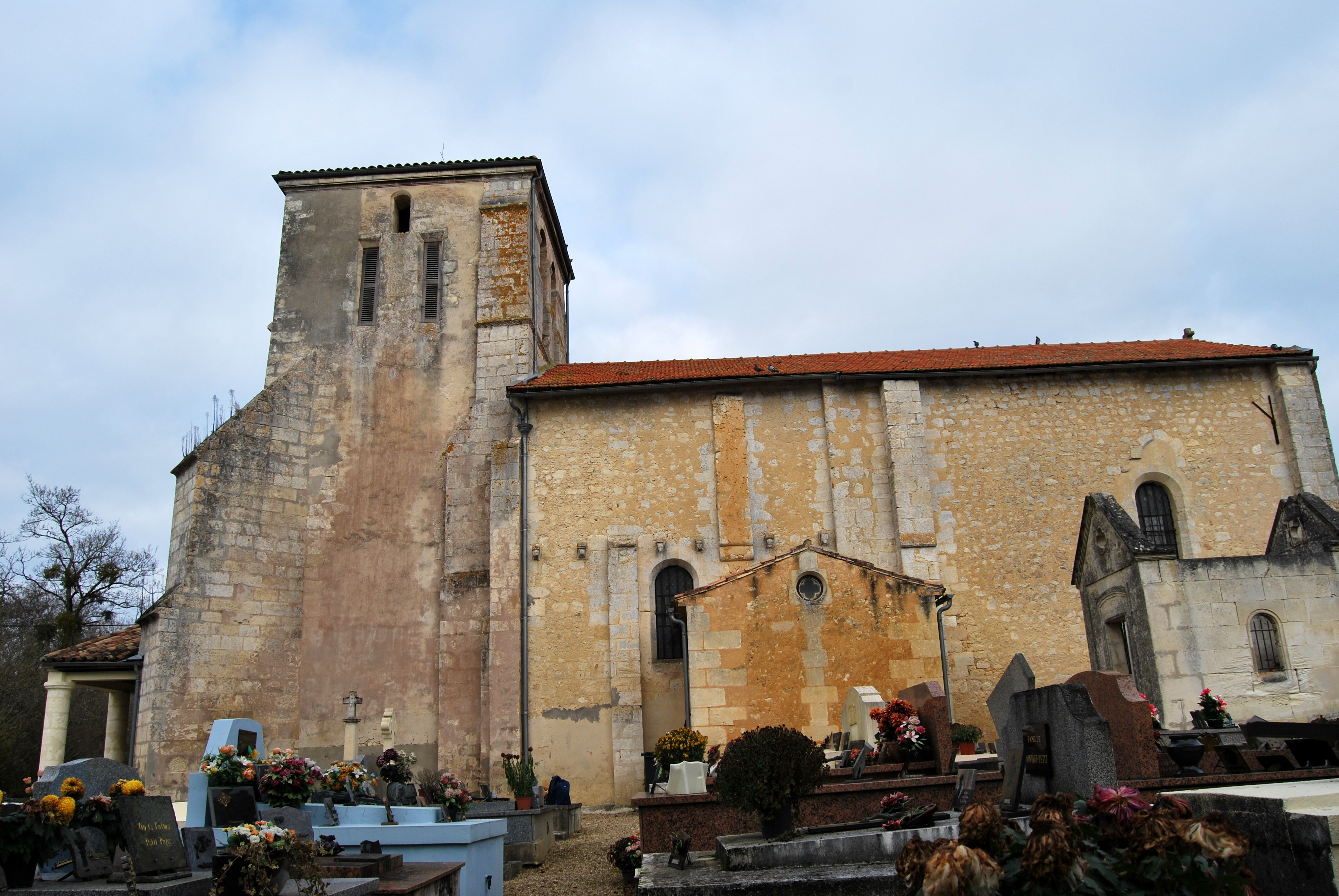
Le mur sud
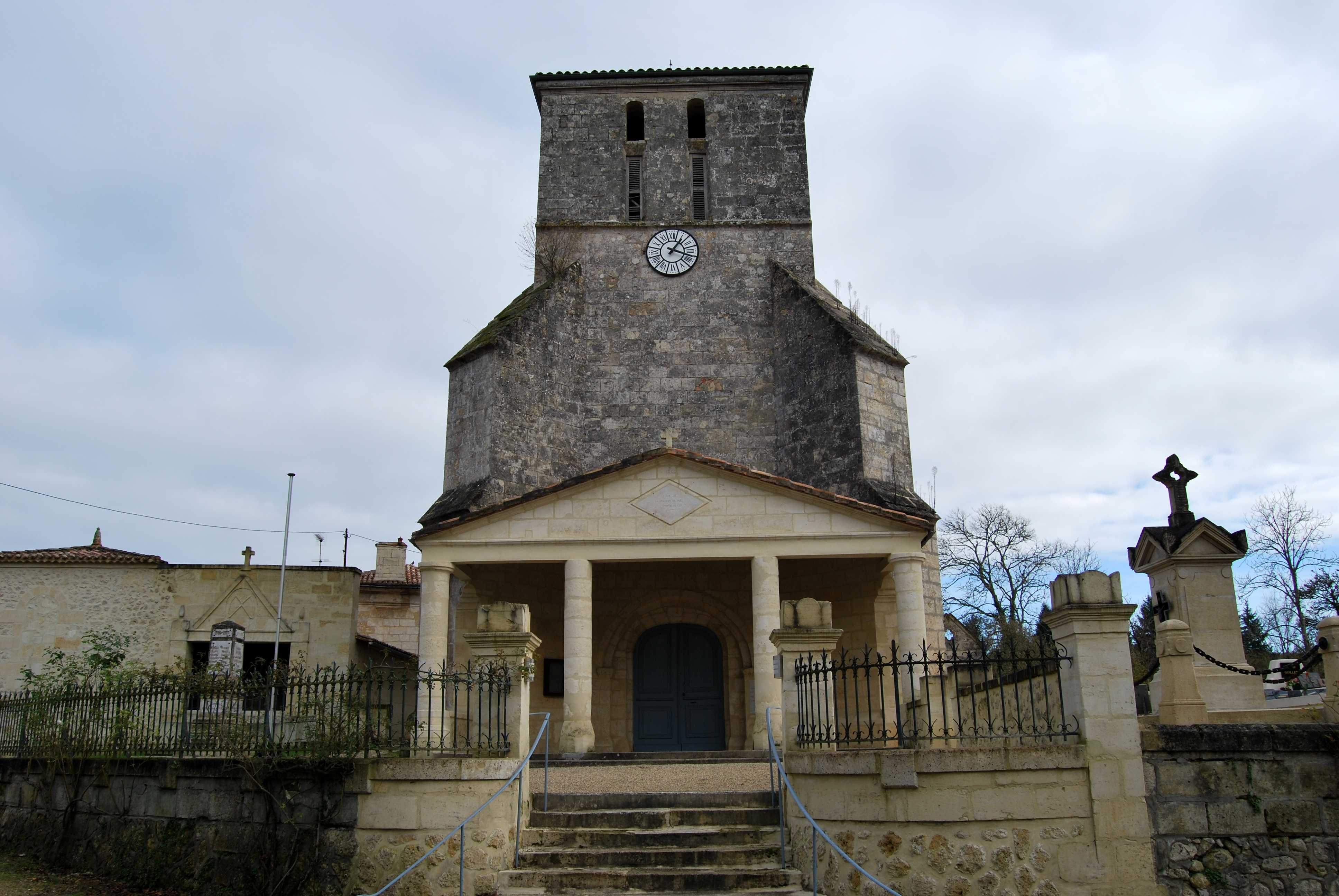
Façade occidentale
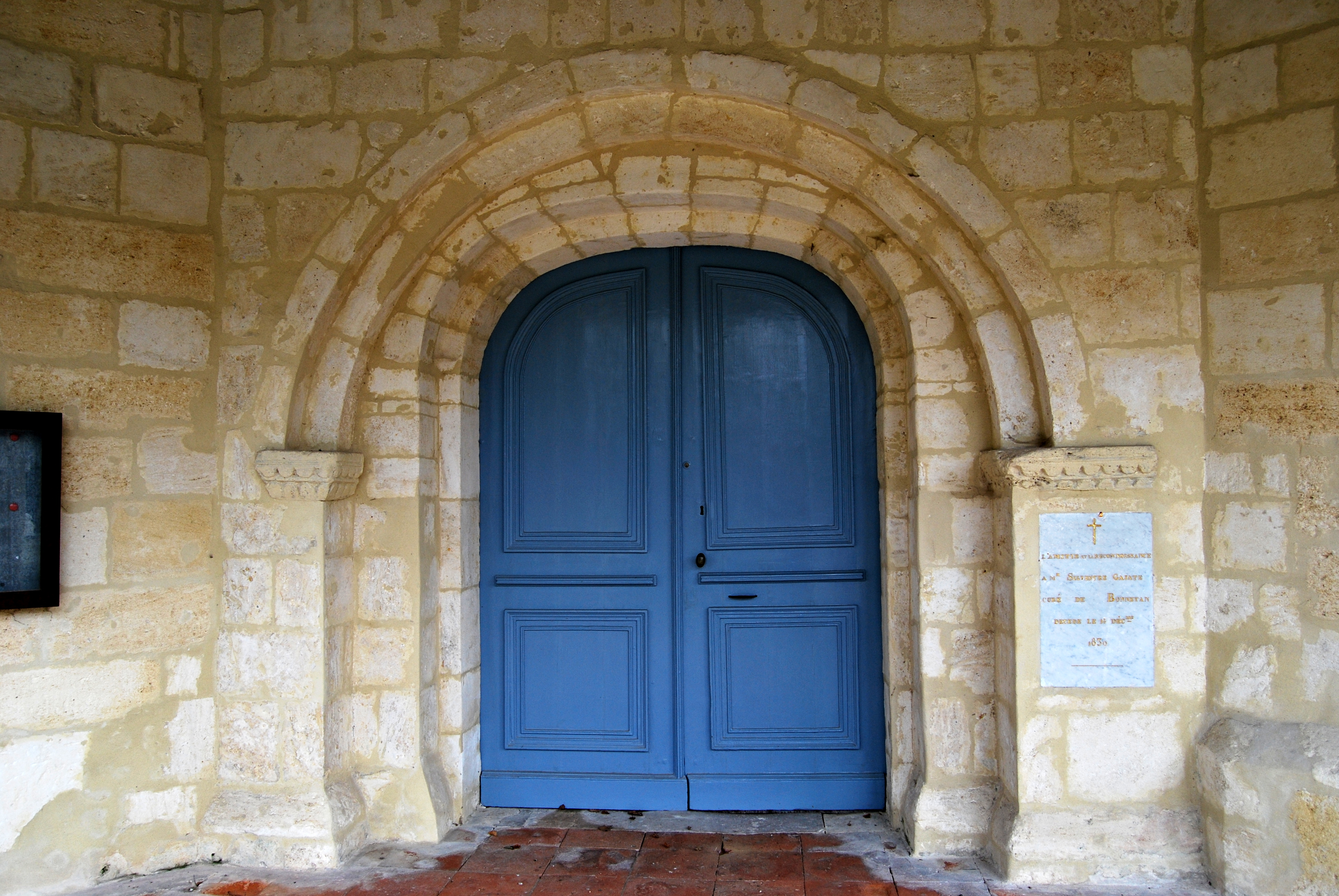
Portail

### Les modillons
Lors d'une reconstruction de la nef, six modillons romans ont été réutilisés pour décorer le mur sud. Ils sont les seuls reliquats de l'église romane originelle. On voit : une tête d'homme ; un baril ; un loup ; un homme barbu et une tête de bœuf. On ne connait ni leur disposition originelle, ni les figures sur les modillons aujourd'hui disparus. Il est donc illusoire de tenter une lecture morale.
Voir l'article Iconographie des modillons romans et le livre pour plus d'information sur l'usage des modillons pour donner des leçons de moralité...

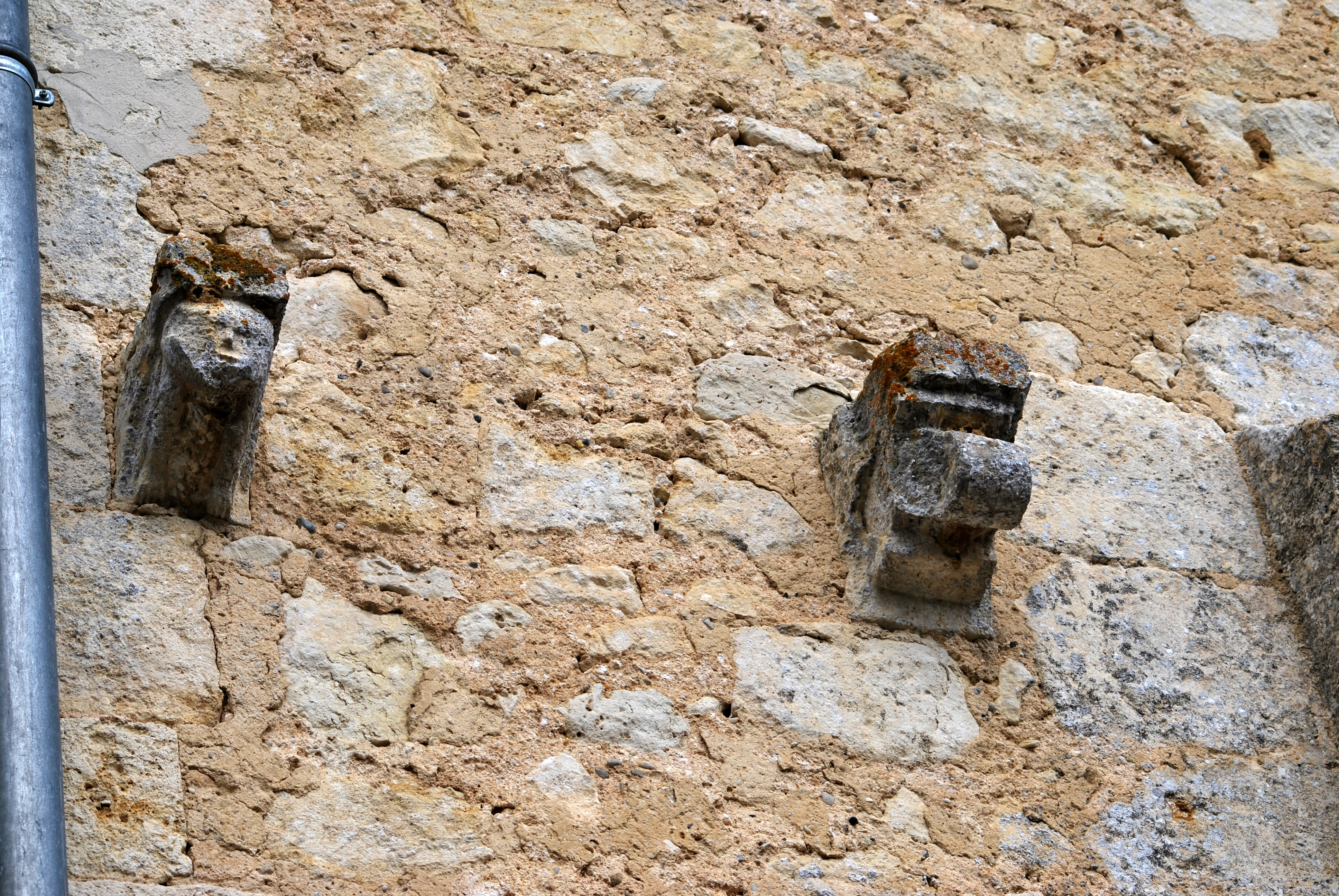
Tête d'homme et baril
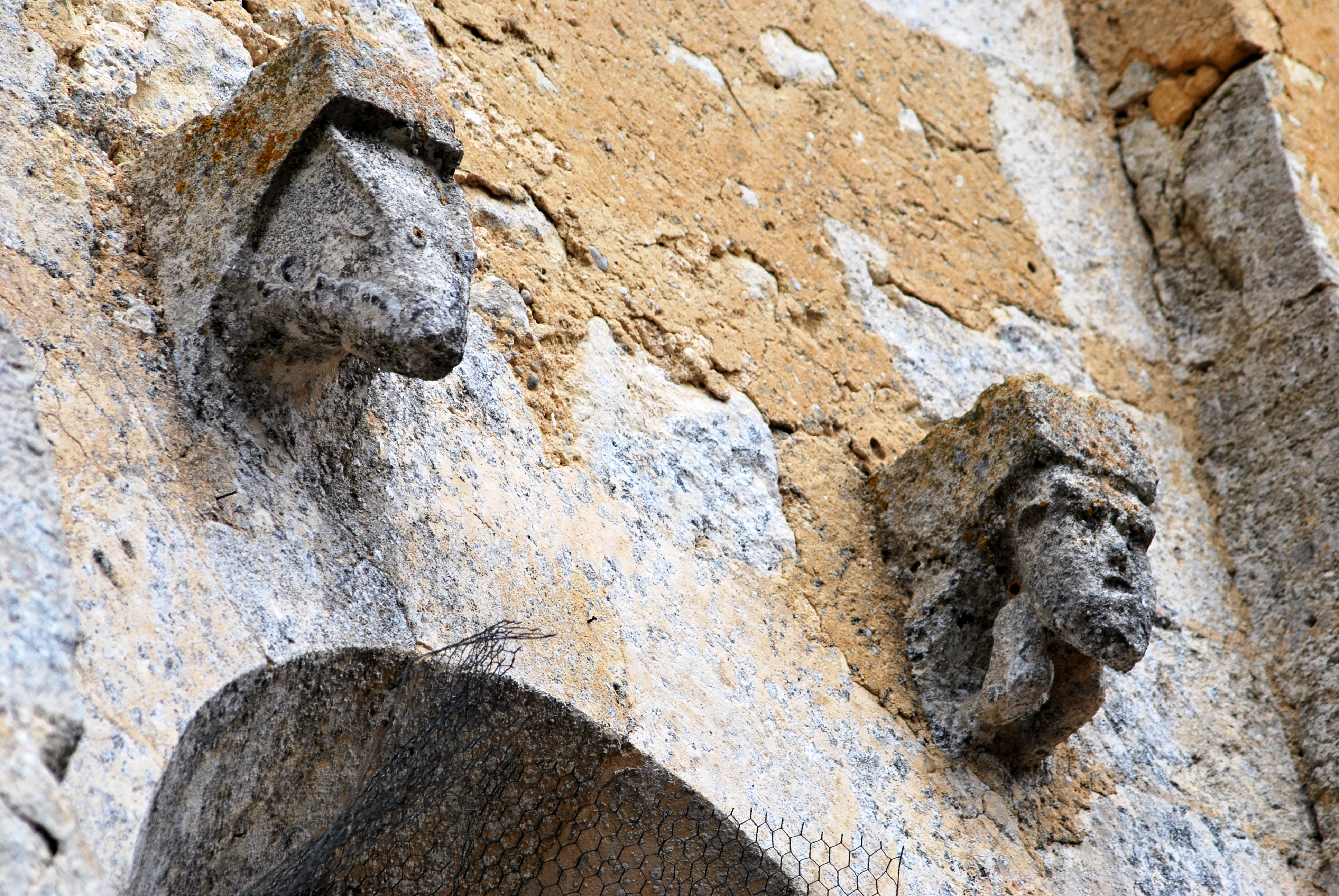
Loup et homme barbu
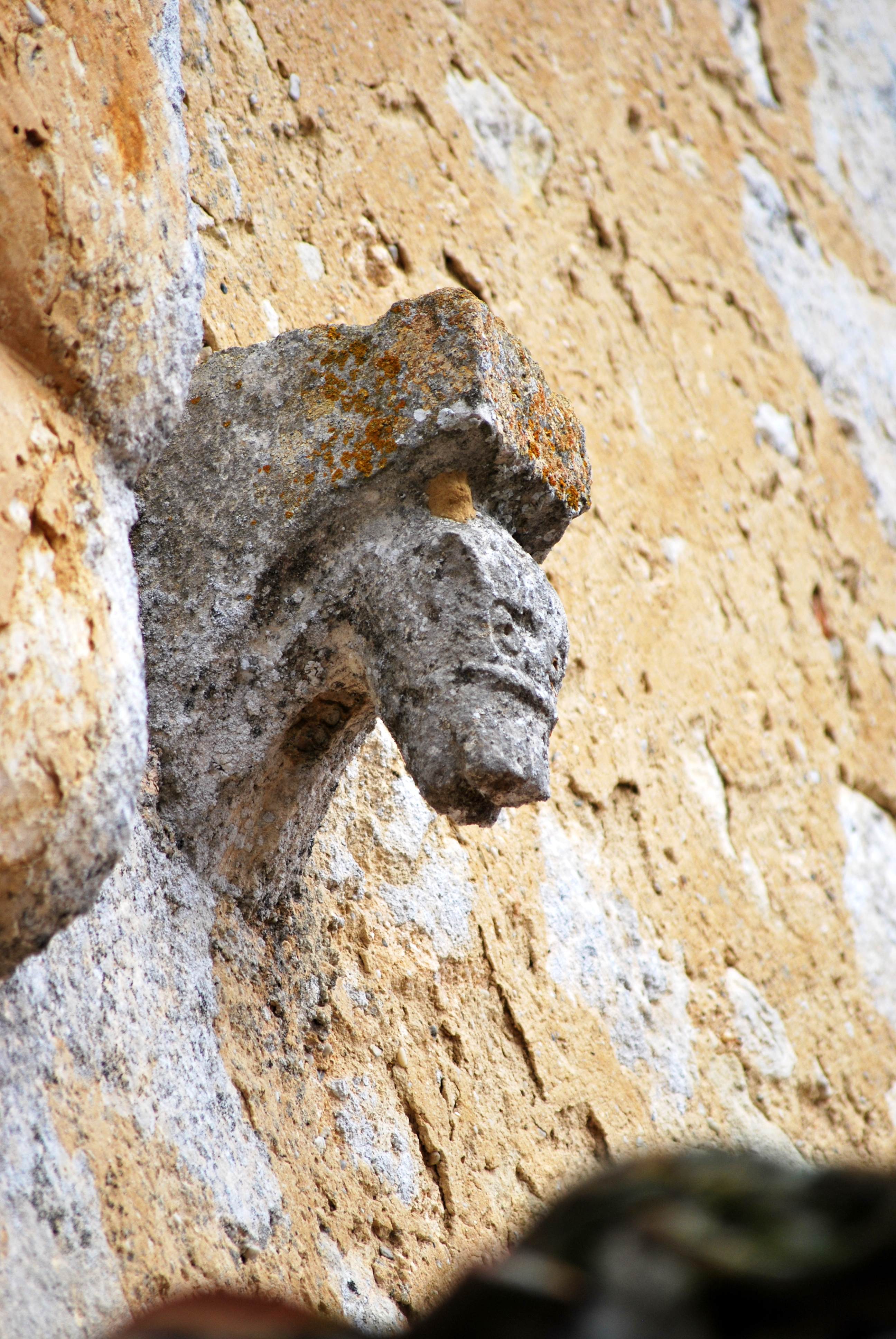
Tête de bœuf